# 'Till I Get My Way/Girl Is on My Mind
’Till I Get My Way/Girl Is on My Mind è un singolo dei Black Keys, pubblicato come doppia A-Side nel 2004 ed estratto dall'album Rubber Factory.

## Tracce
1. 'Till I Get My Way
2. Girl Is on My Mind
3. Flash of Silver

## Formazione
- Dan Auerbach - voce, chitarra
- Patrick Carney - batteria, percussioni